# 10197 Senigalliesi
10197 Senigalliesi eller 1996 UO är en asteroid i huvudbältet som upptäcktes den 18 oktober 1996 av den italienska astronomen Vittorio Goretti i Pianoro. Den är uppkallad efter den italienska amatörastronomen Paolo Senigalliesi.
Asteroiden har en diameter på ungefär 7 kilometer och den tillhör asteroidgruppen Koronis.